# Bohuslav Gaš
Bohuslav Gaš (* 12. července 1951 v Českém Těšíně) je český fyzikální chemik a v letech 2009–2016 děkan Přírodovědecké fakulty Univerzity Karlovy.

## Život
Vystudoval Střední průmyslovou školu chemickou v Ostravě a následně chemii na Přírodovědecké fakultě Univerzity Karlovy. jeho oborem jsou elektromigrační separační procesy, jako jsou různé typy elektroforézy, a transportní procesy v roztocích. Působil na několika řídicích funkcích v organizační struktuře Univerzity Karlovy a Přírodovědecké fakulty; v letech 2006–2008 byl prorektorem pro vědeckou a tvůrčí činnost Univerzity Karlovy v Praze. Ve dvou funkčních obdobích (2009–2012 a 2012–2016) byl děkanem Přírodovědecké fakulty Univerzity Karlovy.